# Ахмедов, Фатулла
Фатулла́ Ахме́дов (14 апреля 1918 — 30 июля 1944) — участник Великой Отечественной войны, командир расчёта противотанкового ружья 61-го гвардейского кавалерийского полка 17-й гвардейской кавалерийской дивизии 2-го гвардейского кавалерийского корпуса 1-го Белорусского фронта, Герой Советского Союза (24.03.1945), гвардии сержант.

## Биография
Родился 14 апреля 1918 года в кишлаке Кулангир ныне Согдийской области республики Таджикистан в семье крестьянина. Таджик. Работал трактористом в колхозе.
В Красной армии с 1941 года. Воевал на Западном, Брянском, Центральном, 1-м Белорусском фронтах. Сначала был пулемётчиком. В 1942 году став наводчиком 45-миллиметровой пушки, в боях под городом Жиздра Ахмедов подбил два танка.
В 1943 году Ахмедов окончил сержантские курсы и был направлен в кавалерию и назначен командиром миномётного расчёта. Отличался очень меткой стрельбой из всех видов оружия. Осенью 1943 года Ахмедов освоил и противотанковое ружьё.
В январе 1944 года началось освобождение Белорусского Полесья. На одной из позиций у деревни Беседки, ожидая вражескую танковую атаку, Ахмедов, приладив обычное колесо от телеги к дереву, с этой площадки из противотанкового ружья при очередном налёте сумел сбить вражеский «Юнкерс».
14 января 1944 года у села Багримовичи два батальона пехоты противника, усиленные танками, контратаковали позиции, занятые кавалеристами. Артиллерийские снаряды рикошетили от брони «Тигров», не причиняя им вреда. Тогда Ахмедов отполз в сторону и всадил бронебойную пулю «Тигру» в бок. В тот же день он подбил ещё одно штурмовое орудие противника. За этих «шакалов» (всю вражескую технику Ахмедов называл «шакалами») он получил орден Славы III степени.
Вскоре Ахмедов отличился снова. В одной из атак пеший эскадрон ворвался в расположение противника. Враги укрылись во второй траншее, откуда стал бить пулемёт, не давая поднять головы. Ахмедов придумал хитрость. Он со своим вторым номером как крот за несколько часов прокопал длинный ход под снегом. Когда товарищи стали над окопом носить на палках каски, пулемёт снова заговорил и выдал своё местонахождение. С новой позиции несколькими выстрелами Ахмедов уничтожил пулемёт. В это время заговорил гитлеровский ротный миномёт. Опять пришлось Ахмедову ночью рыть проход в снегу. На рассвете гитлеровский миномётный расчёт был уничтожен.
17-я гвардейская кавалерийская дивизия, наступая в направлении Мозыря и Калинковичей, подошла к реке Припять, покрытой тонким льдом. Нарубив лозы и полив её водой, кавалеристы соорудили прочный ледяной панцирь и, форсировав по нему реку, ворвались во вражеские траншеи, захватив небольшой плацдарм. Вскоре на плацдарм пошли вражеские танки. Ахмедов первым выстрелом прошил бок гитлеровской машины. После того, как он подбил второй танк, остальные повернули обратно.
Весной 1944 года кавалеристы получили приказ — в пешем строю скрытно прорваться в тыл врага, перерезать железную дорогу, по которой гитлеровцы увозили из Полесья живую силу и награбленное добро. Прошагав много километров по топким болотам, Ахмедов с товарищами заняли позицию на опушке леса вблизи насыпи. Вскоре показался большой вражеский состав. Ахмедов метко послал бронебойную пулю в котёл. Локомотив взорвался и свалился с рельсов, увлекая за собой вагоны. Подползя поближе, Ахмедов из пулемёта, а товарищи из автоматов, уничтожили гитлеровскую охрану и взяли шестерых в плен.
Летом 1944 года началась операция «Багратион». К концу июля 1944 года советские войска пересекли границу Польши. В этих боях Ахмедов подбил «Тигр», штурмовое орудие, несколько автомашин, уничтожив из пулемёта при этом много гитлеровцев.
В бою за польский город Лукув расчёт Ахмедова захватил дзот противника. Четырём смельчакам пришлось схватиться с одиннадцатью гитлеровцами. Выручили внезапность, натиск, меткие броски гранат. Ахмедов был ранен, но не покинул поле боя.
Под городом Седльце кавалерийский взвод Сабельникова попал в окружение. Тяжело ранен был командир, убит заместитель. Командование на себя принял сержант Ахмедов. На окружённых кавалеристов шли два танка, позади пехота. Не прошло и пяти минут, как обе машины окутались клубами дыма после метких выстрелов Ахмедова. Ещё три часа держались кавалеристы, пока на выручку не пришли наши танкисты.
30 июля 1944 года в бою в городе Седльце, Ахмедов занял позицию в подвале полуразрушенного здания. Из бронебойного ружья он успел подбить одно штурмовое орудие, бросил гранату в «Тигр». В этом бою Ахмедов был тяжело ранен. Вечером 30 июля 1944 года «охотник за тиграми» (звание Ахмедова из фронтовой газеты) гвардии сержант Фатулла Ахмедов скончался.
Указом Президиума Верховного Совета СССР от 24 марта 1945 года за образцовое выполнение боевых заданий командования на фронте борьбы с немецкими захватчиками и проявленные при этом отвагу и геройство Фатулле Ахмедову было посмертно присвоено звание Героя Советского Союза.

## Награды
- Медаль «Золотая Звезда» Героя Советского Союза (24.03.1945)[1]
- Орден Ленина (24.03.1945)
- Орден Славы III степени (28.05.1944)[2]

## Память
- Похоронен в польском городе Седльце.
- На родине в Таджикистане установлен бюст Героя.